# 邁卡麗魚
邁卡麗魚，為輻鰭魚綱鱸形目隆頭魚亞目慈鯛科的其中一種，被IUCN列為極危保育類動物，分布於非洲喀麥隆西部Barombi Mbo湖流域，體長可達6.7公分，棲息在水深的開放水域，以昆蟲及浮游植物為食，生活習性不明。